# Saison 2022-2023 du Stade brestois 29
Maillots
Dernière mise à jour : 6 juin 2023.
Chronologie
Saison précédente Saison suivante
La saison 2022-2023 du Stade brestois 29, club de football français, voit l'équipe évoluer en Ligue 1 pour la 17e fois de son histoire.
Le Stade brestois a fini 11e du classement de la Ligue 1 Uber Eats 2021-2022.
Le club évolue donc sa 4e saison consécutive en Ligue 1 depuis sa dernière montée à l'issue de la saison 2018-2019.

## Avant-saison

### Matchs de préparation
| Date       | Adversaire      | Lieu          | Résultat | Buteurs brestois            |
| ---------- | --------------- | ------------- | -------- | --------------------------- |
| 09/07/2022 | US Avranches    | Gouesnou      | 1-0      | Cardona (36e)               |
| 16/07/2022 | FC Lorient      | Dinan         | 1-0      | Dembélé (89e)               |
| 20/07/2022 | Angers SCO      | Dinan         | 2-0      | Dembélé (34e) Belaïli (78e) |
| 23/07/2022 | EA Guingamp     | Guingamp      | 0-2      |                             |
| 27/07/2022 | SO Cholet       | Ergué-Gabéric | Annulé   |                             |
| 30/07/2022 | Real Valladolid | Brest         | 0-0      |                             |

## Transferts

### Été 2022
Prolongations :
| Joueurs            | Nationalité | Poste          | Club              | Pays   | Division | Durée            |
| ------------------ | ----------- | -------------- | ----------------- | ------ | -------- | ---------------- |
| Grégoire Coudert   | France      | Gardien de but | Stade brestois 29 | France | Ligue 1  | 1 an avec option |
| Youcef Belaïli     | Algérie     | Ailier gauche  | Stade brestois 29 | France | Ligue 1  | 1 an             |
| Gautier Larsonneur | France      | Gardien de but | Stade brestois 29 | France | Ligue 1  | 1 an             |
| Hianga'a Mbock     | France      | Milieu         | Stade brestois 29 | France | Ligue 1  | 1 an             |

Détails des transferts de la période estivale - Départs :
| Joueurs               | Nationalité | Poste           | Club                   | Pays      | Division            | Durée                                    |
| --------------------- | ----------- | --------------- | ---------------------- | --------- | ------------------- | ---------------------------------------- |
| Ronaël Pierre-Gabriel | France      | Défenseur       | FSV Mayence            | Allemagne | Bundesliga          | Retour de prêt et prêté au RC Strasbourg |
| Lucien Agoumé         | France      | Milieu          | Inter Milan            | Italie    | Serie A             | Retour de prêt et prêté à l'ESTAC Troyes |
| Martín Satriano       | Uruguay     | Attaquant       | Inter Milan            | Italie    | Serie A             | Retour de prêt et prêté à l'Empoli FC    |
| Sébastien Cibois      | France      | Gardien de but  | Rodez AF               | France    | Ligue 2             | Libre - contrat de 3 ans                 |
| Denys Bain            | France      | Défenseur       | AJ Auxerre             | France    | Ligue 1             | Libre - contrat de 1 an                  |
| Julien Faussurier     | France      | Défenseur       | FC Sochaux-Montbéliard | France    | Ligue 2             | Libre - contrat de 1 an + option         |
| Paul Lasne            | France      | Milieu défensif | Paris FC               | France    | Ligue 2             | Libre - contrat de 2 ans                 |
| Noé Sow               | France      | Défenseur       | Pau FC                 | France    | Ligue 2             | Premier contrat professionnel - 2 ans    |
| Gautier Larsonneur    | France      | Gardien de but  | Valenciennes FC        | France    | Ligue 2             | Prêt de 2 ans avec option d'achat        |
| Josué Escartin        | France      | Défenseur       | FC Borgo               | France    | National            | Prêt de 1 an sans option d'achat         |
| Hianga'a Mbock        | France      | Milieu          | SM Caen                | France    | Ligue 2             | Prêt de 1 an sans option d'achat         |
| Rafiki Saïd           | Comores     | Attaquant       | Nîmes Olympique        | France    | Ligue 2             | Résiliation - contrat de 1 an + 2 option |
| Romain Philippoteaux  | France      | Milieu          | NorthEast United       | Inde      | Indian Super League | Résiliation - contrat de 2 ans           |

Détails des transferts de la période estivale - Arrivées :
| Joueurs              | Nationalité | Poste          | Club                | Pays       | Division             | Durée                                  |
| -------------------- | ----------- | -------------- | ------------------- | ---------- | -------------------- | -------------------------------------- |
| Romain Philippoteaux | France      | Milieu         | Dijon FCO           | France     | Ligue 2              | Retour de prêt                         |
| Mathias Pereira Lage | Portugal    | Milieu         | Angers SCO          | France     | Ligue 1              | Libre - contrat de 3 ans               |
| Noah Fadiga          | Sénégal     | Défenseur      | Heracles Almelo     | Pays-Bas   | Eerste Divisie       | Libre - contrat de 4 ans               |
| Karamoko Dembélé     | Angleterre  | Attaquant      | Celtic FC           | Écosse     | Scottish Premiership | Libre - contrat de 4 ans               |
| Pierre Lees-Melou    | France      | Milieu         | Norwich City FC     | Angleterre | Premier League       | Transfert - contrat de 3 ans           |
| Joaquín Blázquez     | Argentine   | Gardien de but | Talleres de Córdoba | Argentine  | Primera división     | Prêt de 1 an avec option d’achat       |
| Achraf Dari          | Maroc       | Défenseur      | Wydad Casablanca    | Maroc      | Botola Pro1          | Libre - contrat de 4 ans               |
| Josué Escartin       | France      | Défenseur      | Stade brestois 29   | France     | Ligue 1              | Premier contrat professionnel - 3 ans  |
| Islam Slimani        | Algérie     | Attaquant      | Sporting CP         | Portugal   | Primeira Liga        | Résiliation - contrat de 1 an + option |
| Mahdi Camara         | France      | Milieu         | AS Saint-Étienne    | France     | Ligue 2              | Prêt de 1 an avec option d’achat       |
| Taïryk Arconte       | France      | Attaquant      | AC Ajaccio          | France     | Ligue 1              | Transfert - contrat de 4 ans           |

### Septembre 2022
Arrivée :
| Joueurs      | Nationalité | Poste     | Club              | Pays   | Division | Durée                                 |
| ------------ | ----------- | --------- | ----------------- | ------ | -------- | ------------------------------------- |
| Axel Camblan | France      | Attaquant | Stade brestois 29 | France | Ligue 1  | Premier contrat professionnel - 3 ans |

Départ :
| Joueurs        | Nationalité | Poste         | Club       | Pays   | Division | Durée                         |
| -------------- | ----------- | ------------- | ---------- | ------ | -------- | ----------------------------- |
| Youcef Belaïli | Algérie     | Ailier gauche | AC Ajaccio | France | Ligue 1  | Résiliation - contrat de 1 an |

### Octobre 2022
Prolongation :
| Joueurs           | Nationalité | Poste     | Club              | Pays   | Division | Durée |
| ----------------- | ----------- | --------- | ----------------- | ------ | -------- | ----- |
| Jérémy Le Douaron | France      | Attaquant | Stade brestois 29 | France | Ligue 1  | 3 ans |

## Trêve de coupe du monde 2022

### Matchs amicaux
| Date       | Adversaire    | Lieu        | Résultat | Buteurs brestois         |
| ---------- | ------------- | ----------- | -------- | ------------------------ |
| 13/12/2022 | CA Osasuna    | Costa Brava | 3-0      |                          |
| 22/12/2022 | Stade rennais | Rennes      | 3-1      | Del Castillo (62e) (pén) |

### Hiver 2023
Prolongations :
| Joueurs        | Nationalité | Poste     | Club              | Pays   | Division | Durée |
| -------------- | ----------- | --------- | ----------------- | ------ | -------- | ----- |
| Hugo Magnetti  | France      | Milieu    | Stade brestois 29 | France | Ligue 1  | 2 ans |
| Franck Honorat | France      | Attaquant | Stade brestois 29 | France | Ligue 1  | 1 an  |

Détails des transferts de la période hivernale - Départs :
| Joueurs            | Nationalité | Poste          | Club             | Pays      | Division    | Durée                              |
| ------------------ | ----------- | -------------- | ---------------- | --------- | ----------- | ---------------------------------- |
| Jere Uronen        | Finlande    | Défenseur      | Schalke 04       | Allemagne | Bundesliga  | Prêt de 6 mois avec option d'achat |
| Gautier Larsonneur | France      | Gardien de but | AS Saint-Étienne | France    | Ligue 2     | Transfert - contrat de 2 ans       |
| Irvin Cardona      | France      | Attaquant      | FC Augsbourg     | Allemagne | Bundesliga  | Résiliation - contrat de 4 ans     |
| Axel Camblan       | France      | Attaquant      | US Concarneau    | France    | National    | Prêt de 6 mois sans option d'achat |
| Islam Slimani      | Algérie     | Attaquant      | RSC Anderlecht   | Belgique  | Division 1A | Résiliation - contrat de 6 mois    |

Détails des transferts de la période hivernale - Arrivées :
| Joueurs            | Nationalité | Poste          | Club                  | Pays    | Division            | Durée                              |
| ------------------ | ----------- | -------------- | --------------------- | ------- | ------------------- | ---------------------------------- |
| Kenny Lala         | France      | Défenseur      | Olympiakos            | Grèce   | Superleague Elláda  | Résiliation - contrat de 6 mois    |
| Gautier Larsonneur | France      | Gardien de but | Valenciennes FC       | France  | Ligue 2             | Retour de prêt                     |
| Josué Escartin     | France      | Défenseur      | FC Borgo              | France  | National            | Retour de prêt                     |
| Alberth Elis       | Honduras    | Attaquant      | Girondins de Bordeaux | France  | Ligue 2             | Prêt de 6 mois avec option d'achat |
| Félix Lemaréchal   | France      | Milieu         | AS Monaco             | France  | Ligue 1             | Prêt de 6 mois sans option d'achat |
| Bradley Locko      | France      | Défenseur      | Stade de Reims        | France  | Ligue 1             | Prêt de 6 mois avec option d'achat |
| Loïc Rémy          | France      | Attaquant      | Adana Demirspor       | Turquie | Spor Toto Süper Lig | Libre - contrat de 6 mois          |

## Compétitions

### Ligue 1 Uber Eats 2022-2023
| Journée       | Date       | Heure | Chaîne TV                                                   | D/E | Adversaire             | Score | Buteur(s) SB29                                             | Points | Classement | Affluence |
| ------------- | ---------- | ----- | ----------------------------------------------------------- | --- | ---------------------- | ----- | ---------------------------------------------------------- | ------ | ---------- | --------- |
| Matchs Aller  |            |       |                                                             |     |                        |       |                                                            |        |            |           |
| 01            | 07/08/2022 | 15h00 | Prime Video (multiplex)                                     | E   | RC Lens                | 3-2   | 66e Belkebla · 82e (pen.) Del Castillo                     | 0 pts  | 14e        | 37 015    |
| 02            | 14/08/2022 | 20h45 | Prime Video                                                 | D   | Olympique de Marseille | 1-1   | 61e Lees-Melou                                             | 1 pts  | 14e        | 13 709    |
| 03            | 21/08/2022 | 15h00 | Prime Video (multiplex)                                     | E   | Angers SCO             | 1-3   | 10e 38e Le Douaron · 65e Dari                              | 4 pts  | 7e         | 8 735     |
| 04            | 28/08/2022 | 15h00 | Prime Video (multiplex)                                     | D   | Montpellier HSC        | 0-7   |                                                            | 4 pts  | 14e        | 11 546    |
| 05            | 31/08/2022 | 21h00 | Prime Video                                                 | E   | Stade rennais          | 3-1   | 57e Honorat                                                | 4 pts  | 17e        | 27 392    |
| 06            | 04/09/2022 | 15h00 | Prime Video (multiplex)                                     | D   | RC Strasbourg          | 1-1   | 6e Lees-Melou                                              | 5 pts  | 17e        | 11 003    |
| 07            | 10/09/2022 | 17h00 | Prime Video                                                 | E   | Paris Saint-Germain    | 1-0   |                                                            | 5 pts  | 18e        | 45 000    |
| 08            | 18/09/2022 | 15h00 | Prime Video (multiplex)                                     | D   | AC Ajaccio             | 0-1   |                                                            | 5 pts  | 19e        | 11 153    |
| 09            | 02/10/2022 | 15h00 | Prime Video (multiplex)                                     | E   | AJ Auxerre             | 1-1   | 64e Slimani                                                | 6 pts  | 18e        | 14 630    |
| 10            | 09/10/2022 | 15h00 | Prime Video (multiplex)                                     | D   | FC Lorient             | 1-2   | 17e Del Castillo                                           | 6 pts  | 20e        | 9 819     |
| 11            | 16/10/2022 | 15h00 | Prime Video (multiplex)                                     | E   | FC Nantes              | 4-1   | 18e Fadiga                                                 | 6 pts  | 20e        | 25 759    |
| 12            | 23/10/2022 | 15h00 | Prime Video (multiplex)                                     | E   | Clermont Foot 63       | 1-3   | 15e (pen.) Del Castillo · 54e Honorat · 68e Le Douaron     | 9 pts  | 17e        | 7 275     |
| 13            | 30/10/2022 | 15h00 | Prime Video (multiplex)                                     | D   | Stade de Reims         | 0-0   |                                                            | 10 pts | 18e        | 11 008    |
| 14            | 06/11/2022 | 15h00 | Prime Video (multiplex)                                     | E   | OGC Nice               | 1-0   |                                                            | 10 pts | 19e        | 19 035    |
| 15            | 13/11/2022 | 15h00 | Prime Video (multiplex)                                     | D   | ES Troyes AC           | 2-1   | 55e (pen.) Del Castillo · 77e (pen.) Mounié                | 13 pts | 16e        | 10 642    |
| 16            | 28/12/2022 | 21h00 | Prime Video                                                 | D   | Olympique lyonnais     | 2-4   | 29e Pereira Lage · 72e Mounié                              | 13 pts | 17e        | 14 601    |
| 17            | 01/01/2023 | 15h00 | Prime Video (multiplex)                                     | E   | AS Monaco              | 1-0   |                                                            | 13 pts | 17e        | 9 364     |
| 18            | 11/01/2023 | 19h00 | Prime Video (multiplex)                                     | D   | LOSC Lille             | 0-0   |                                                            | 14 pts | 17e        | 11 542    |
| 19            | 15/01/2023 | 15h00 | Prime Video (multiplex)                                     | E   | Toulouse FC            | 1-1   | 18e Mounié                                                 | 15 pts | 17e        | 20 637    |
| Matchs Retour |            |       |                                                             |     |                        |       |                                                            |        |            |           |
| 20            | 29/01/2023 | 15h00 | Prime Video (multiplex)                                     | D   | Angers SCO             | 4-0   | 14e Le Douaron · 34e Mounié · 59e Honorat · 84e Lees-Melou | 18 pts | 16e        | 12 629    |
| 21            | 01/02/2023 | 21h00 | Canal+ Sport                                                | E   | Olympique lyonnais     | 0-0   |                                                            | 19 pts | 15e        | 30 837    |
| 22            | 05/02/2023 | 17h05 | Canal+ Foot                                                 | D   | RC Lens                | 1-1   | 54e Le Douaron                                             | 20 pts | 14e        | 11 639    |
| 23            | 12/02/2023 | 15h00 | Prime Video (multiplex)                                     | E   | Montpellier HSC        | 3-0   |                                                            | 20 pts | 15e        | 12 901    |
| 24            | 19/02/2023 | 15h00 | Prime Video (multiplex)                                     | D   | AS Monaco              | 1-2   | 86e Le Douaron                                             | 20 pts | 16e        | 13 203    |
| 25            | 24/02/2023 | 21h00 | Prime Video                                                 | E   | LOSC Lille             | 2-1   | 8e (csc) Djaló                                             | 20 pts | 18e        | 30 257    |
| 26            | 05/03/2023 | 15h00 | Prime Video (multiplex)                                     | E   | RC Strasbourg          | 0-1   | 45+2e Honorat                                              | 23 pts | 15e        | 25 123    |
| 27            | 11/03/2023 | 21h00 | Canal+ Sport 360 / Canal+ Foot                              | D   | Paris Saint-Germain    | 1-2   | 43e Honorat                                                | 23 pts | 16e        | 14 935    |
| 28            | 19/03/2023 | 15h00 | Prime Video (multiplex)                                     | E   | ES Troyes AC           | 2-2   | 30e Lees-Melou · 74e (pen.) Del Castillo                   | 24 pts | 16e        | 9 012     |
| 29            | 02/04/2023 | 15h00 | Prime Video (multiplex)                                     | D   | Toulouse FC            | 3-1   | 33e Mounié · 63e Le Douaron · 84e Camara                   | 27 pts | 15e        | 12 325    |
| 30            | 09/04/2023 | 15h00 | Prime Video (multiplex)                                     | E   | Stade de Reims         | 1-1   | 6e Lees-Melou                                              | 28 pts | 16e        | 12 023    |
| 31            | 16/04/2023 | 15h00 | Prime Video (multiplex)                                     | D   | OGC Nice               | 1-0   | 12e Le Douaron                                             | 31 pts | 16e        | 12 615    |
| 32            | 23/04/2023 | 15h00 | Prime Video (multiplex)                                     | E   | AC Ajaccio             | 0-0   |                                                            | 32 pts | 17e        | 6 879     |
| 33            | 03/05/2023 | 21h00 | Prime Video                                                 | D   | FC Nantes              | 2-0   | 18e Le Douaron · 35e Pereira Lage                          | 35 pts | 14e        | 14 470    |
| 34            | 07/05/2023 | 15h00 | Prime Video (multiplex)                                     | E   | FC Lorient             | 2-1   | 68e (pen.) Del Castillo                                    | 35 pts | 15e        | 16 338    |
| 35            | 14/05/2023 | 15h00 | Prime Video (multiplex)                                     | D   | AJ Auxerre             | 1-0   | 69e Le Douaron                                             | 38 pts | 15e        | 15 028    |
| 36            | 21/05/2023 | 15h00 | Prime Video (multiplex)                                     | D   | Clermont Foot 63       | 2-1   | 45e Honorat · 48e Mounié                                   | 41 pts | 14e        | 13 751    |
| 37            | 27/05/2023 | 21h00 | Canal+ Sport 360 (en intégralité) / Prime Video (multiplex) | E   | Olympique de Marseille | 1-2   | 57e Magnetti · 81e Camara                                  | 44 pts | 14e        | 61 732    |
| 38            | 03/06/2023 | 21h00 | Canal+ Foot (en intégralité) / Prime Video (multiplex)      | D   | Stade rennais          | 1-2   | 36e (pen.) Belkebla                                        | 44 pts | 14e        | 15 143    |

#### Classement
| Rang | Équipe               | Pts | J  | G  | N  | P  | Bp | Bc | Diff | Qualification ou relégation                               |
| ---- | -------------------- | --- | -- | -- | -- | -- | -- | -- | ---- | --------------------------------------------------------- |
| 12   | Montpellier HSC      | 50  | 38 | 15 | 5  | 18 | 65 | 62 | +3   |                                                           |
| 13   | Toulouse FC P C      | 48  | 38 | 13 | 9  | 16 | 52 | 58 | −6   | Qualification pour la phase de groupes de la Ligue Europa |
| 14   | Stade brestois 29    | 44  | 38 | 11 | 11 | 16 | 44 | 54 | −10  |                                                           |
| 15   | RC Strasbourg Alsace | 40  | 38 | 9  | 13 | 16 | 51 | 59 | −8   |                                                           |
| 16   | FC Nantes            | 36  | 38 | 7  | 15 | 16 | 37 | 55 | −18  |                                                           |

### Coupe de France 2022-2023
En tant que club de Ligue 1 Uber Eats, le Stade brestois entrera en lice en 32es de finale, ils se déplaceront à Avranches, le 7 ou 8 janvier 2023.
| 32e de finale               | US Avranches | 0 - 2   | Stade brestois 29              | Stade René-Fenouillère , Avranches                                                                                   | |
| Samedi 7 janvier 2023 15:30 |              | (0 - 0) | Lees-Melou 74e · Camblan 90+4e | Spectateurs : 3 616 Diffuseur : beIN Sports MAX 7, France 3 Bretagne, France 3 Normandie Arbitrage : Eric Wattellier | Spectateurs : 3 616 Diffuseur : beIN Sports MAX 7, France 3 Bretagne, France 3 Normandie Arbitrage : Eric Wattellier |

| 16e de finale                  | Stade brestois 29 | 1 - 3   | RC Lens                              | Stade Francis-Le Blé, Brest                                                 |                                                                             |
| Dimanche 22 janvier 2023 21:00 | Slimani 19e       | (1 - 3) | Saïd 5e · Medina 30e · Thomasson 37e | Spectateurs : 7 012 Diffuseur : beIN Sports 1 Arbitrage : Pierre Gaillouste | Spectateurs : 7 012 Diffuseur : beIN Sports 1 Arbitrage : Pierre Gaillouste |

### Meilleurs Buteurs et passeurs
| Position | Nom                  | Buts en L1 | Buts en coupe | Passes décisives L1 | Passes décisives coupe | Total Buts | Total Passes dé. |
| -------- | -------------------- | ---------- | ------------- | ------------------- | ---------------------- | ---------- | ---------------- |
| 1        | Jérémy Le Douaron    | 10         | 0             | 3                   | 0                      | 10         | 3                |
| 2        | Romain Del Castillo  | 6          | 0             | 7                   | 0                      | 6          | 7                |
| 3        | Franck Honorat       | 6          | 0             | 5                   | 1                      | 6          | 6                |
| 4        | Pierre Lees-Melou    | 5          | 1             | 5                   | 0                      | 6          | 5                |
| -        | Steve Mounié         | 6          | 0             | 1                   | 0                      | 6          | 1                |
| 6        | Islam Slimani        | 1          | 1             | 1                   | 2                      | 2          | 3                |
| 7        | Mathias Pereira Lage | 2          | 0             | 2                   | 0                      | 2          | 2                |
| 8        | Mahdi Camara         | 2          | 0             | 1                   | 0                      | 2          | 1                |
| 9        | Haris Belkebla       | 2          | 0             | 0                   | 0                      | 2          | 0                |
| 10       | Achraf Dari          | 1          | 0             | 1                   | 0                      | 1          | 1                |
| 11       | Hugo Magnetti        | 1          | 0             | 1                   | 0                      | 1          | 1                |
| -        | Noah Fadiga          | 1          | 0             | 0                   | 0                      | 1          | 0                |
| -        | Axel Camblan         | 0          | 1             | 0                   | 0                      | 1          | 0                |
| 14       | Kenny Lala           | 0          | 0             | 2                   | 0                      | 0          | 2                |
| -        | Youcef Belaïli       | 0          | 0             | 2                   | 0                      | 0          | 2                |
| -        | Jean-Kévin Duverne   | 0          | 0             | 1                   | 0                      | 0          | 1                |
| -        | Jere Uronen          | 0          | 0             | 1                   | 0                      | 0          | 1                |